# Středověká kartografie v Evropě
Kartografie se v období středověku rozdělila do několika významných oblastí vývoje. Byla to zejména byzantská, latinská, islámská, čínská a indická oblast.

V Evropě převažovala zejména latinská oblast kartografie, na kterou mělo velký vliv křesťanství. V důsledku toho nové práce často vznikaly na základě náboženského přesvědčení a nahrazovaly starší díla a myšlenky. 
V období středověku se v kartografii často pouze kopírovaly dříve zjištěné informace. Kvůli tomu se do nových map dostávaly chyby z předchozích kopírovaných map, často se vyskytovaly tzv. přízračné ostrovy.

## Specifika středověké evropské kartografie
Celkově se ze středověku mnoho map nedochovalo. Nejvíce ze zachovaných map má počátek v pozdním středověku, ve 14. a 15. století. Středověké mapy dělíme do několika druhů: kruhové mapy světa označované jako Mappae Mundi, portolánové mapy, mapy regionálního a místního významu a hvězdné mapy. Každý druh mapy má svůj specifický styl a sloužil k jinému účelu. Z pravidla se ve středověku nesetkáme s mapami, které by byly obecně zaměřené a měly velký rozsah využití, jak to známe z některých dnešních map. Tehdejší mapy byly většinou vytvářeny za jedním konkrétním účelem.
Účelem většiny map Mappae Mundi bylo především pochopení schematického rozložení Země. Proto zpravidla nemají velmi detailní kresbu a často zobrazují skutečný povrch Země jen přibližně.
Portolánové mapy sloužily k navigaci po moři. Z toho důvodu mají ve svém středu směrovou růžici, která je obklopena 16 rovnoměrně rozmístěnými směrovými růžicemi. Za pomoci kompasu a směrových růžic se dal určit směr plavby. Protože se portolánové mapy využívaly v námořnictví, je na nich velmi podrobně vyobrazeno pobřeží. Většinou se jedná o mapy Středozemního moře. Naopak ve vnitrozemí se objevují prázdná místa.
Mapy regionálního a místního významu zobrazovaly jen určitou část zemského povrchu a často byly zaměřeny na jednu konkrétní událost. Například Goughova mapa Anglie se zaměřuje na pozemní cesty na ostrově Velká Británie.
Kartografie se během středověku posunula výrazným způsobem dopředu. Zatímco v raném středověku byly mapy především schematické a kresba na mapách nebyla velmi detailní, ve vrcholném a pozdním středověku byly mapy velmi bohaté na ilustrace i na popis zobrazujících objektů. 
V raném středověku byly mapy vytvářeny a využívány především učenci. Postupem času vznikaly mapy pro praktické účely. Díky středověkým mapám můžeme vidět, jak chápali svět lidé ve středověku.

## Raný středověk

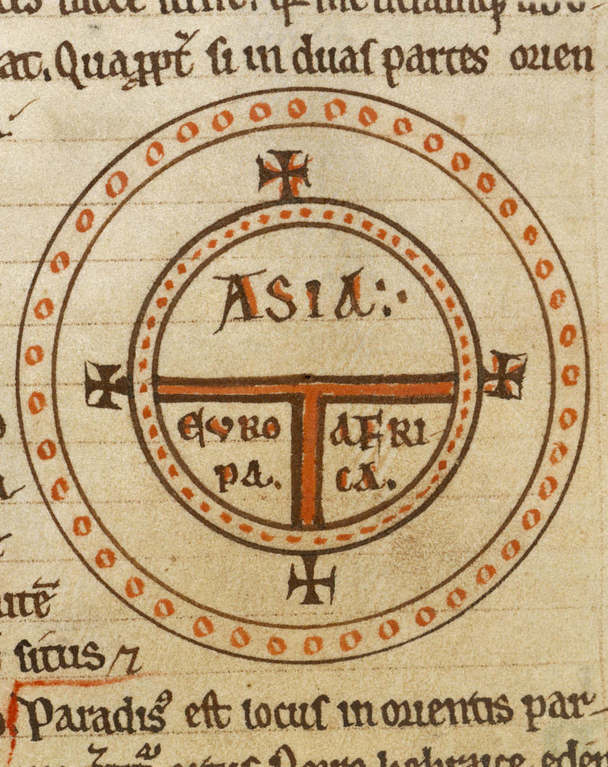
Mapa Isidora ze Sevilly

Z období raného středověku se dochovalo jen velmi málo map. Jednou z dochovaných map tohoto období je mapa Isidora ze Sevilly. Jedná se o O-T mapu z přelomu 6. a 7. století, která zobrazuje Asii, Afriku a Evropu. O-T mapa se podobně jako mapy Beatova typu, zonální mapy a komplexní mapy řadí mezi kruhové mapy světa Mappae Mundi. 
Z oblasti dnešního Švýcarska pochází nejznámější plán z období raného středověku na území Evropy. Je jím Plán ze St. Gallenu. Jedná se o podrobný architektonický plán benediktinského kláštera ze St. Gallenu z počátku 9. století. Velmi známá je také Beatova mapa znázorňující svět podle mnicha sv. Beata z Liébany. Mapa byla vytvořena na území dnešní Kantábrie v severním Španělsku.

## Vrcholný středověk

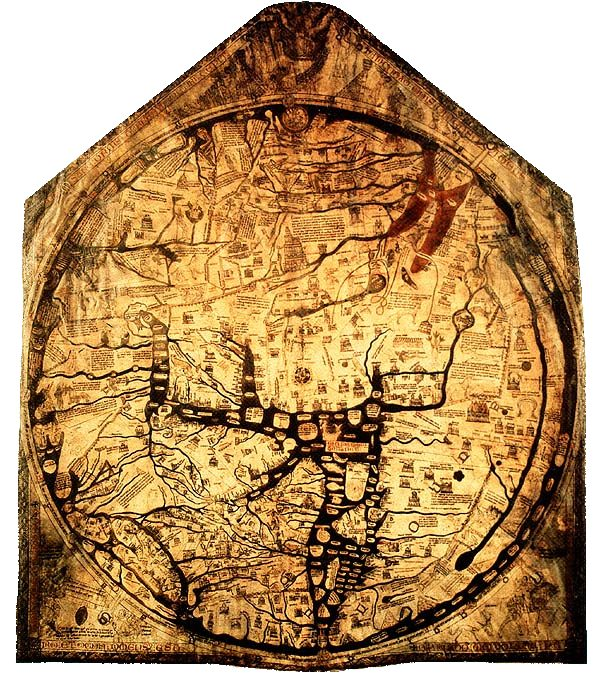
Herefordská mapa

Z období vrcholného středověku pochází dvě asi nejznámější díla středověké evropské kartografie. Přibližně okolo roku 1234 vznikla Ebstorfská mapa. Jedná se o komplexní mapu světa, která pochází z Ebstorfu u Hannoveru. Druhá významná komplexní mapa světa se jmenuje Herefordská mapa a pochází z roku 1280. Herefordská mapa je pokládána za největší dochovanou středověkou mapu světa.
Z 13. století pochází první významnější středověká kartografická památka Anglie. Je jí mapa benediktinského mnicha Matthewa Parise. Mapa pochází z 13. století a znázorňuje ostrov Velká Británie. Mapa je bohatá na popis zobrazeného území – obsahuje okolo 250 jmen měst, řek, pohoří atd.

## Pozdní středověk
Z období pozdního středověku se dochovalo mnohem více map. Mapy jsou zpravidla detailnější a zobrazují více informací než mapy raného středověku. 
Během pozdního středověku vznikaly na různých územích mapy jednotlivých měst, klášterů a panství. Už ve vrcholném středověku v polovině dvanáctého století v Anglii vznikla  mapa Canterburské katedrály. Okolo roku 1422 vznikl plán měst Vídně a Bratislavy. Plány měst se dochovaly také z oblasti Itálie.

Mezi významné kartografické památky Anglie se řadí Goughova mapa. Mapa pochází z poloviny 14. století a zobrazuje pozemní cesty na ostrově Velká Británie. 
Na počátku 14. století vznikaly v Itálii portolánové mapy. Nejznámějším autorem portolánových map je Pietro Vesconte. První Vesconteho portolánová mapa je datována do roku 1311. Portolánové mapy jsou hlavní částí Katalánského atlasu, který je významným dílem mallorské kartografické školy. Atlas byl vyhotoven okolo roku 1375 na Mallorce.